# روب هنري
روب هنري (بالإنجليزية: Rob Henry)‏ هو لاعب كرة قدم أمريكية أمريكي، ولد في 26 يناير 1990.